# Іжевський сільський округ
Іже́вський сільський округ (каз. Ижевск ауылдық округі, рос. Ижевский сельский округ) — адміністративна одиниця у складі Аршалинського району Акмолинської області Казахстану. Адміністративний центр — село Іжевське.
Населення — 1682 особи (2021; 1962 у 2009, 2300 у 1999, 2667 у 1989).
Станом на 1989 рік існувала Іжевська сільська рада (село Іжевське, селище Шептекуль).

## Склад
До складу округу входять такі населені пункти:
| Населений пункт             | Колишні назви        | Населення, осіб (1989) | Населення, осіб (1999) | Населення, осіб (2009) | Населення, осіб (2021) |
| --------------------------- | -------------------- | ---------------------- | ---------------------- | ---------------------- | ---------------------- |
| Іжевське, село              | -                    | 2506                   | 2175                   | 1912                   | 1643                   |
| Шоптіколь, станційне селище | Шоптиколь, Шептекуль | 161                    | 125                    | 50                     | 39                     |